# 43. pehotni polk (Italija)
43. pehotni polk Forli (izvirno italijansko 43º Reggimento fanteria) je bil pehotni polk Kraljeve italijanske kopenske vojske.

## Zgodovina
Med prvo svetovno vojno je bil polk nastanjen na soški fronti, medtem ko je bil polk med drugo svetovno vojno (1942-43) nastanjen v Franciji in v Grčiji.